# Heinrich II. von Virneburg

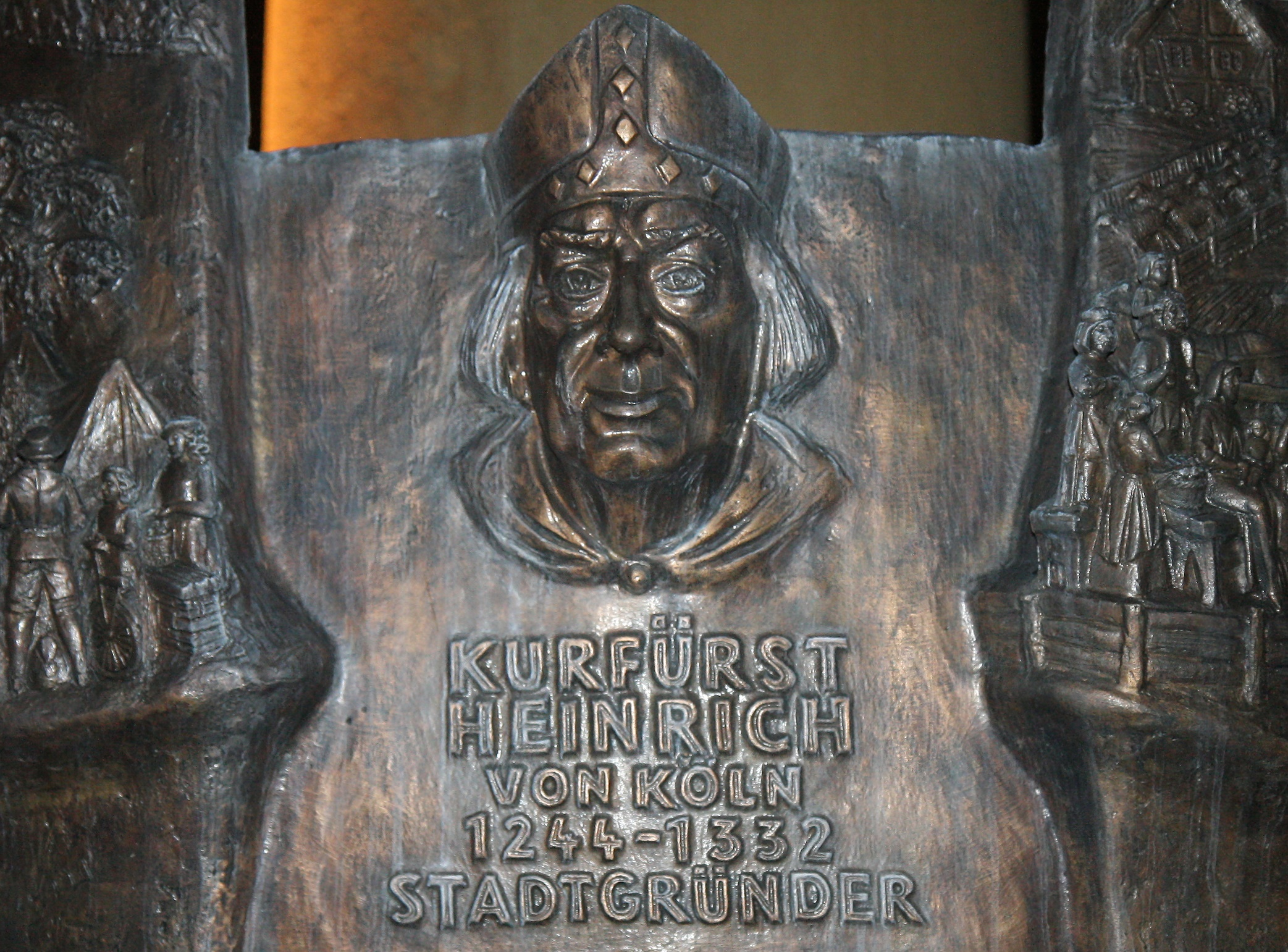
„Kurfürst Heinrich von Köln“
Relief am Geschichtsbrunnen in Olpe des Künstlers Karl-Heinz Klein aus dem Jahr 1998

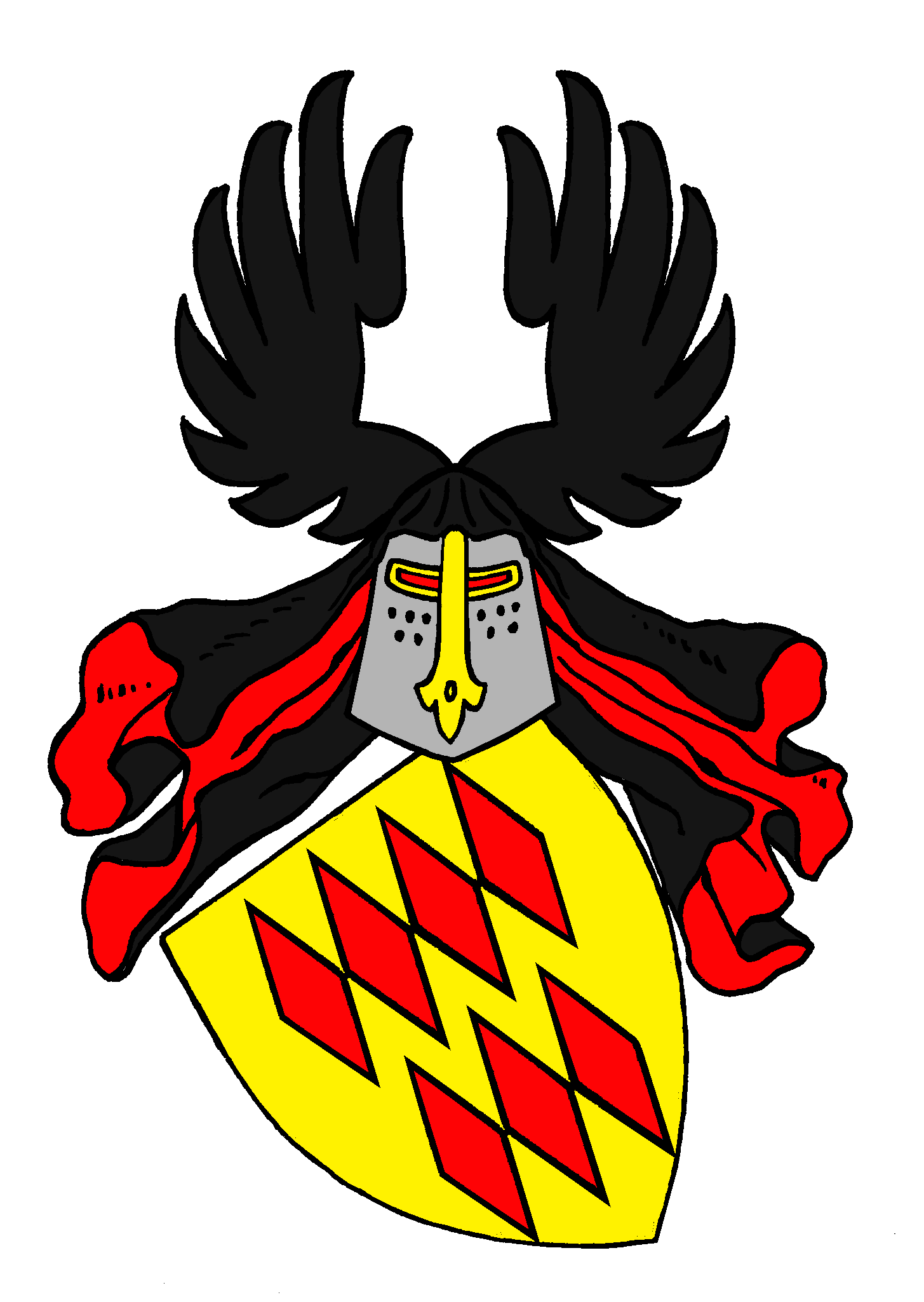
Wappen der Grafen von Virneburg

Heinrich von Virneburg (* 1244 oder 1246; † 5. Januar 1332) war als Heinrich II. von 1304 bis 1332 Kölner Erzbischof und Kurfürst.

## Leben
Heinrich war der sechste Sohn des Grafen Heinrich von Virneburg  und dessen Frau Ponzetta von Oberstein. Im Jahr 1288 nahm er zusammen mit seinem Vater und seinem Bruder Ruprecht auf der Seite des Herzogs von Brabant an der Schlacht von Worringen teil.
Seit 1288 Inhaber zweier Pfarrpfründen und Kanoniker an St. Gereon in Köln, wurde er 1292 Kaplan des römisch-deutschen Königs Adolf von Nassau, mit welchem er verwandt war. In den folgenden Jahren wurde er zudem Inhaber zahlreicher Kanonikate. So war er nicht nur Dompropst in Köln, sondern auch Archidiakon von Köln und Trier. In Trier wurde Heinrich von Virneburg 1300 zum Erzbischof gewählt, der Papst verweigerte jedoch die Ernennung.
1304 schließlich wurde er zum Erzbischof von Köln gewählt. Die päpstliche Bestätigung seiner Wahl erhielt er jedoch erst im Jahr 1306. Am 13. April 1307 erteilte er die Genehmigung zur Ansiedlung der Kölner Kreuzbrüder. Seine Stimme bei der Königswahl Heinrichs VII. im Jahr 1308 ließ sich Heinrich mit weitreichenden Zugeständnissen entgelten.
Zu seinem bevorzugten Regierungssitz erwählte Heinrich II., der von 1313 bis 1328 auch Propst des Cassius-Stifts war, Bonn. Hier stellte er über 110 Urkunden aus und erklärte die dem Vorgänger aufgezwungenen Verzichte auf die Zölle für ungültig. Er erlangte von König Heinrich VII. die Erlaubnis für einen neuen Zoll zu Bonn. Da die Bonner Bürger ihrem Erzbischof in einer Fehde mit dem Herrn von Falkenburg in der Schlacht bei Euskirchen tapfer zur Seite standen, gewährte Heinrich II. den Bonner Bürgern Freiheit vom Rheinzoll für alle Güter.
Unter Heinrich von Virneburg wurde Bonn erstmals Stätte einer Königskrönung. Am 25. November 1314 krönte er Friedrich den Schönen im Bonner Münster (als Gegenkönig zu Ludwig IV.) zum römisch-deutschen König.
Heinrich II. von Virneburg war maßgeblich am Ketzerprozess gegen Meister Eckhart beteiligt, als 1325 die Anklageschrift bei ihm eingereicht wurde. Er übergab das Verfahren der päpstlichen Kurie in Avignon.
Heinrich von Virneburg verstarb am 6. Januar 1332 in Bonn und wurde in der Barbarakapelle des Bonner Münsters, neben seiner Schwester, der Äbtissin Ponzetta von Dietkirchen, beigesetzt. Sein Grab ist heute nicht mehr erhalten.

## Dombau

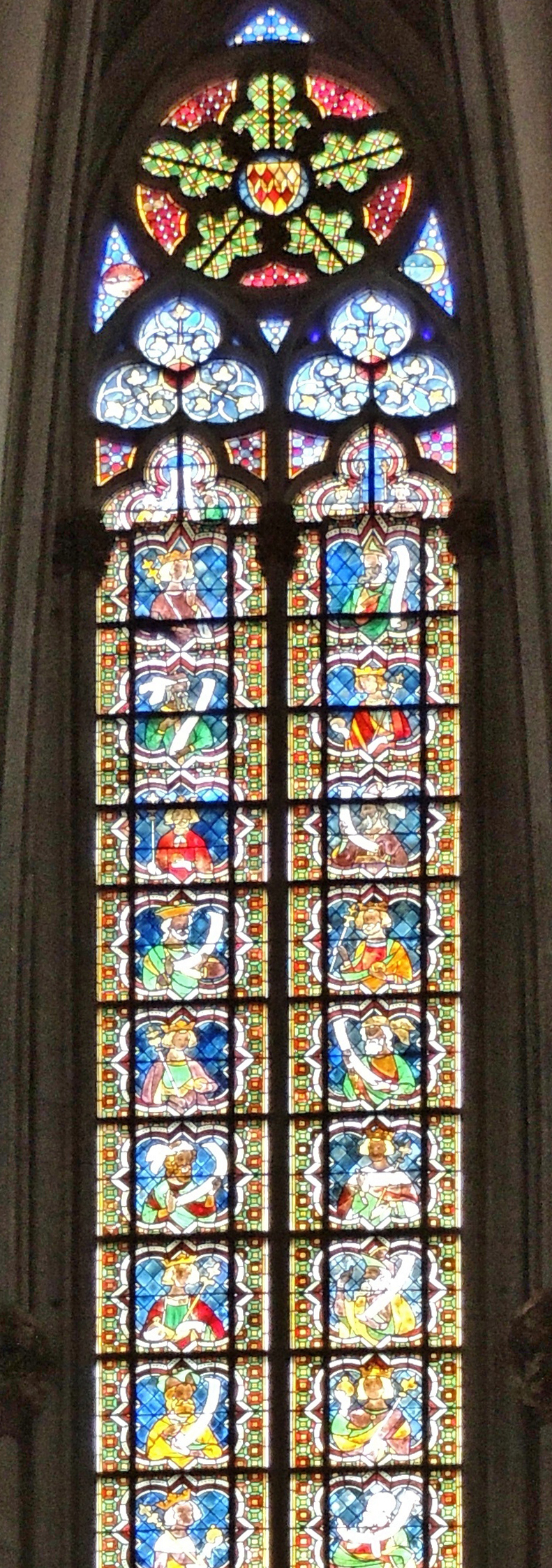
Mit Stifterwappen: Fensterrose der Achskapelle

Heinrich II. von Virneburg förderte den Bau des Kölner Domes entschieden, weil er selbst den Hochchor einweihen wollte. Diese Weihe vollzog er am 27. September 1322 im Rahmen einer feierlichen Provinzialsynode, was als Höhepunkt seines Pontifikats bezeichnet worden ist.
Als Heinrich 1306 vom Papst – nach einer fast zweijährigen Wartezeit – im Amt des Kölner Erzbischofs bestätigt wurde, war er bereits 60 Jahre alt. Der Dom war zu diesem Zeitpunkt im Mauerwerk vollendet und unter Dach. Allerdings musste die Innenausstattung noch geschaffen werden. Daher suchte der Erzbischof die Arbeiten zu beschleunigen, um die Weihe noch zu Lebzeiten vornehmen zu können.
Diese Aufgabe übernahm Dombaumeister Johannes, der den damals aktuellen Kunststil in Paris, den Höfischen Honoré-Stil, für den Dom adaptierte und für die Ausstattung des Hochchores in ein Gesamtkunstwerk übersetzte. Wir müssen davon ausgehen, dass diese Stilwahl in Übereinstimmung mit dem Fürstbischof erfolgte.
Den Einfluss des Erzbischofs auf die Innenausstattung lassen sich in unterschiedlichen Werken ablesen. Auf dem Achsfenster des Obergaden hat Heinrich sein Familienwappen einsetzen lassen, um sich als Stifter darzustellen. Die Chorschrankenmalereien illustrieren die Konstantinische Schenkung, um zu dokumentieren, dass Papst und Erzbischöfe (Sakerdotium) dem Imperium und den Kaisern und Königen übergeordnet seien. Das ist als erzbischöfliche Propaganda identifiziert worden. Der Hochaltar gilt als einer der frühesten Beispiele, der die damals neue Corpus-Christi-Theologie darstellt. Diese war von Heinrich früh im Erzbistum eingeführt worden.
Zeitgleich mit der Weihe des Hochchores wurde der Dreikönigenschrein aus dem Alten Hildebold-Dom in die Achskapelle des Gotischen Domes transloziert. In der Folge richteten die Dombaumeister Johannes und Rutger im Kapellenkranz einen Pilgerrundweg ein, bei dem die Heiltümer der Kölner Kirche durch die Kombination von Ausstattung, Ausmalung und Fensterverglasung multimedial inszeniert wurden. Einzelne Fenster dieser Zweitverglasung im Kapellenkranz sollen ebenfalls von Heinrich gestiftet worden sein.